# Ōki Seikan
Ōki Seikan (jap. 大木 正幹; * 14. Januar 1907 in der Präfektur Miyazaki; † 19. Oktober 2000 in der Präfektur Saitama) war ein japanischer Sprinter, der sich auf den 400-Meter-Lauf spezialisiert hatte.
Bei den Olympischen Spielen 1932 in Los Angeles wurde er Fünfter in der 4-mal-400-Meter-Staffel und erreichte über 400 m das Viertelfinale.
Seine persönliche Bestzeit von 50,0 s stellte er 1932 auf.